# 1863
1863. је била проста година.

## Догађаји

### Јануар
- 1. јануар — Ступила је на снагу Прокламација о еманципацији (ослобођење већег дела робова у Сједињеним Државама)
- 10. јануар — У Лондону је отворена прва линија подземне железнице у свету.
- 29. јануар — Америчка војска је поразила Шошоне у масакру на Медвеђој реци.

### Фебруар
- 17. фебруар — Група грађана Женеве је основала Међународни комитет за помоћ рањенима, што ће касније постати познато као Међународних комитет црвеног крста.

### Август
- 30. април — 6. мај — Битка код Чанселорсвила

### Јул
- 1. јул — 3. јул - Битка код Гетисбурга

### Септембар
- 24. септембар — У Београду је основана Велика школа која је имала филозофски, правни и технички факултет.

### Октобар
- 26. октобар — У Лондону је формиран Фудбалски савез Енглеске, најстарији фудбалски савез на свету.

### Новембар
- 24. новембар — 25. новембар — Битка код Чатануге

## Рођења

### Март
- 12. март — Габријеле Д’Анунцио, италијански песник и политичар
- 23. март — Светолик Радовановић, српски геолог, члан САНУ, професор Универзитета у Београду и први министар привреде у Србији. (†1923).

### Јул
- 30. јул — Хенри Форд, амерички инжењер. (†1947).

### Септембар
- 13. септембар — Франц фон Хипер, немачки адмирал
- 30. септембар — Рајнхард Шер, немачки адмирал

### Децембар
- 18. децембар — Франц Фердинанд, надвојвода од Аустрија-Есте

## Смрти

### Јул
- 26. јул — Сем Хјустон, амерички политичар

### Септембар
- 20. септембар — Јакоб Грим, немачки књижевник и филолог

### Децембар
- 12. децембар — Едвард Мунк, норвешки сликар
- 14. децембар — Јакоб Сабар, хрватско-словеначки католички свештеник и писац